# (58291) 1994 GA
(58291) 1994 GA es un asteroide perteneciente al cinturón de asteroides, región del sistema solar que se encuentra entre las órbitas de Marte y Júpiter, descubierto el 1 de abril de 1994 por Robert H. McNaught desde el Observatorio de Siding Spring, Nueva Gales del Sur, Australia.

## Designación y nombre
Designado provisionalmente como 1994 GA. 

## Características orbitales
(58291) 1994 GA está situado a una distancia media del Sol de 2,664 ua, pudiendo alejarse hasta 3,015 ua y acercarse hasta 2,312 ua. Su excentricidad es 0,132 y la inclinación orbital 27,594 grados. Emplea 1587,74 días en completar una órbita alrededor del Sol.
Pertenece a la familia de asteroides de (23255) 2000 YD17.

## Características físicas
La magnitud absoluta de (58291) 1994 GA es 14,74. Tiene 9,076 km de diámetro y su albedo se estima en 0,028. 